# يوهانس فان دايك
يوهانس فان دايك (بالهولندية: Johannes van Dijk)‏ هو مجدف هولندي، ولد في 4 يوليو 1868 في أمستردام في هولندا، وتوفي بنفس المكان في 25 أغسطس 1938.

## وصلات خارجية
- جوهانس فان ديجيك على موقع الاتحاد الدولي للتجديف (الإنجليزية)
- جوهانس فان ديجيك على موقع اللجنة الأولمبية الدولية (الإنجليزية)
- جوهانس فان ديجيك على موقع أوليمبيديا (الإنجليزية)